# E583
E583 eller Europaväg 583 är en europaväg som går från Roman i Rumänien via Moldavien till Zjitomir i Ukraina. Längd 540 km.

## Sträckning
Roman - Iași - (gräns Rumänien-Moldavien) - Bălți - (gräns Moldavien-Ukraina) - Mohiliv-Podolskij - Vinnytsia - Zjytomyr

## Standard
Vägen är landsväg hela sträckan. 

## Anslutningar till andra europavägar
- E85
- E58
- E50